# Palais d'Orsay
 (novembre 2019).
Si vous disposez d'ouvrages ou d'articles de référence ou si vous connaissez des sites web de qualité traitant du thème abordé ici, merci de compléter l'article en donnant les références utiles à sa vérifiabilité et en les liant à la section « Notes et références ».
Le palais d'Orsay est un bâtiment administratif qui occupa de 1810 à 1898 l'emplacement actuel du musée d'Orsay sur le quai d'Orsay, à Paris.

## Histoire

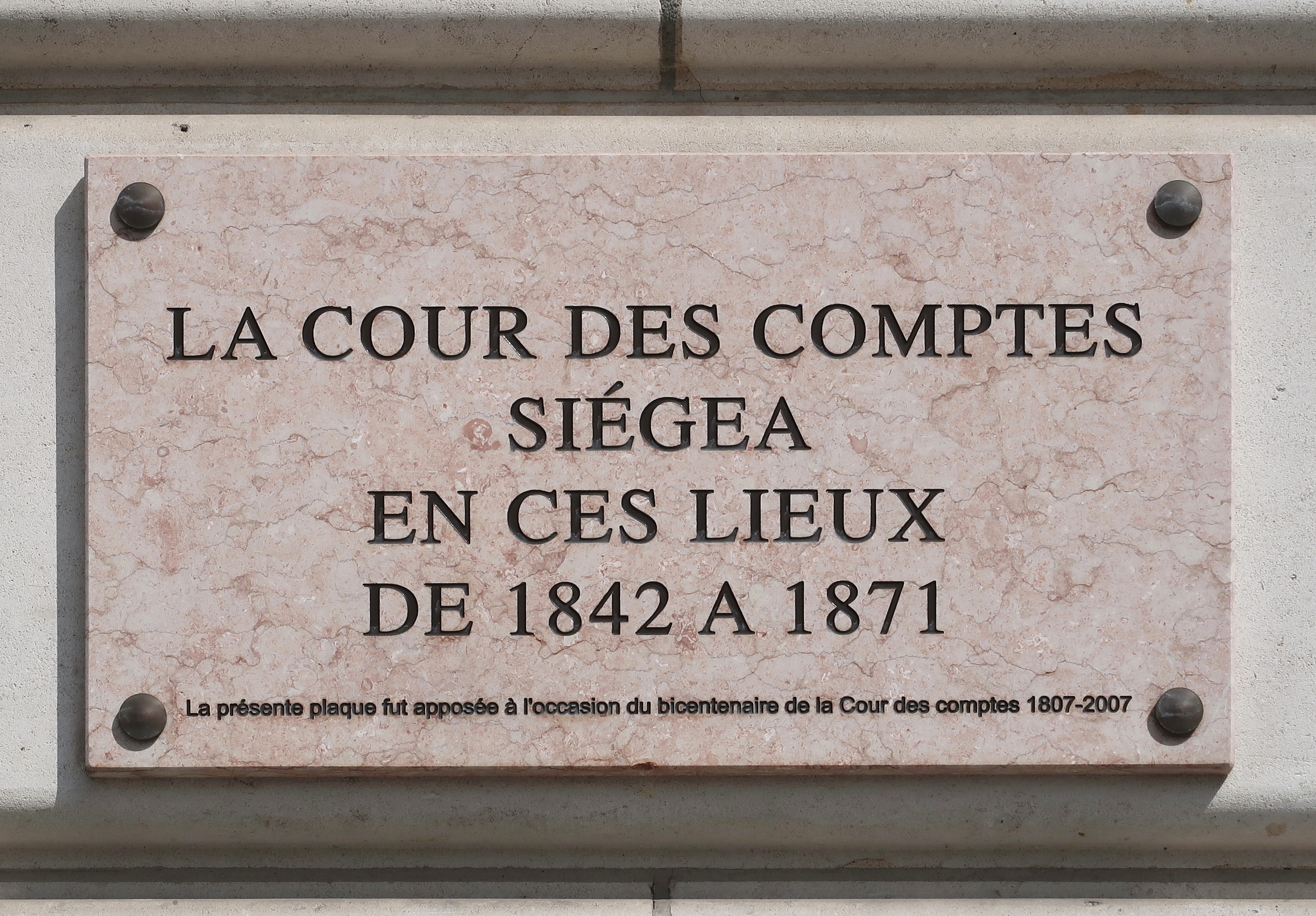
Plaque sur la façade du musée d'Orsay rappelant l'emplacement de l'ancien siège de la Cour des comptes.

Au XIXe siècle, l'emplacement de la future gare d'Orsay est occupé par deux constructions : la caserne de cavalerie et le palais d'Orsay, les deux étant séparés par la rue de Poitiers. Le palais d'Orsay a été édifié à l'initiative de Napoléon Ier, entre 1810 et 1838, par Jacques-Charles Bonnard, puis par Jacques Lacornée. Les plans et les élévations de Bonnard, datés de 1808 et 1810, sont conservés au musée Carnavalet (D 4462 à 4469). La pose de la première pierre eut lieu le 4 avril 1810. Le trésor déposé dans les fondations de l'édifice à cette occasion a été retrouvé le 4 janvier 1899. Il est également conservé au musée Carnavalet (ND 2977 à 2993, NN 59 à 61).
D'abord destiné au ministère des Relations extérieures, le palais d'Orsay est affecté au Conseil d'État, qui s'installe au rez-de-chaussée en 1840 et qui est rejoint par la Cour des comptes, au premier étage, en 1842.
Les fresques peintes de 1845 à 1848 pour l'escalier d'honneur de la Cour des comptes constituaient l’œuvre majeure de Théodore Chassériau, dont seuls 60 m2, laissés vingt-sept ans à l'air libre, ont pu être sauvés avant le début des travaux de démolition des ruines du palais en 1898, grâce à la campagne lancée de 1879 à 1898 par le comité Chassériau, à l’initiative du baron Arthur Chassériau, son petit cousin, et d’Ary Renan, puis offertes au musée du Louvre.

Les Fresques de l'escalier du palais d'Orsay par Chassériau
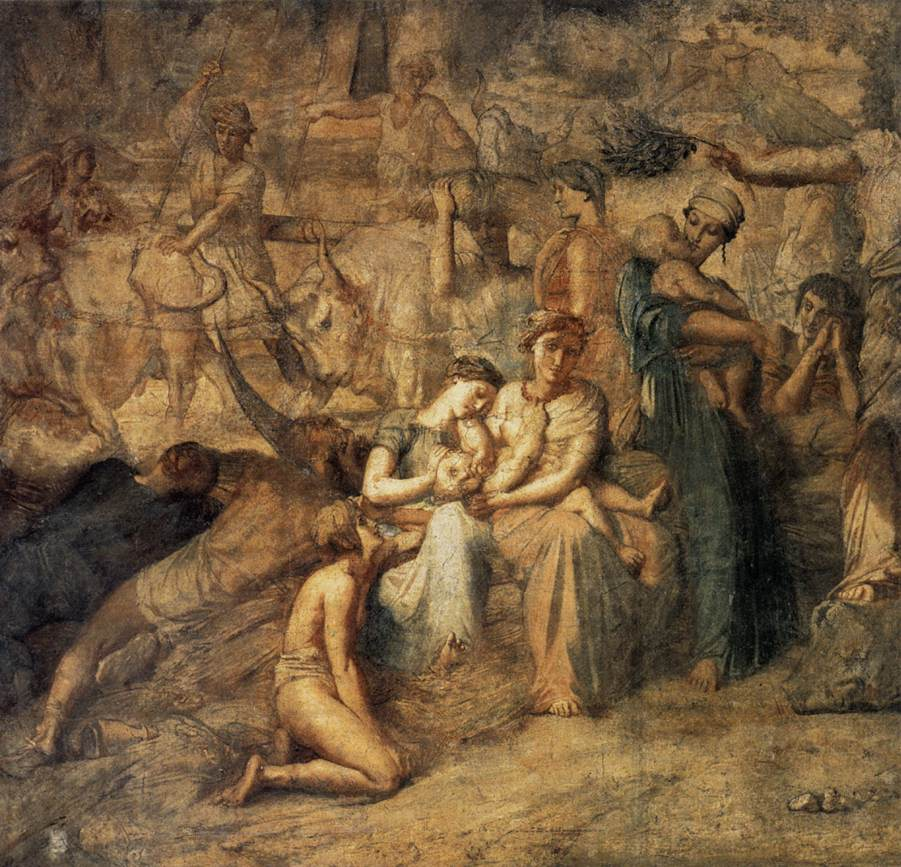
La Paix (fragment de La Paix protectrice des Arts et des Travaux de la terre)[2].
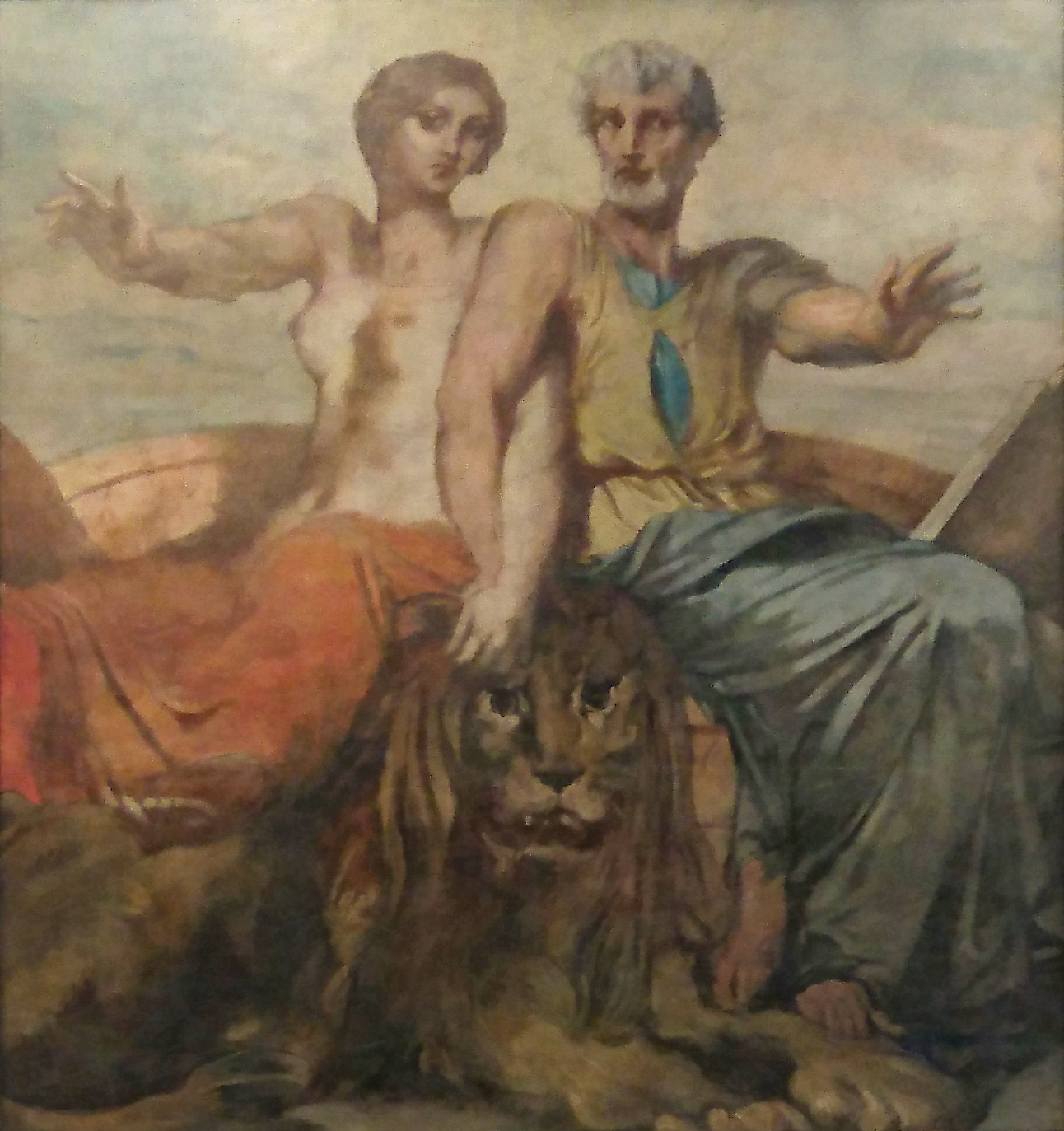
La Force et l'Ordre[3].
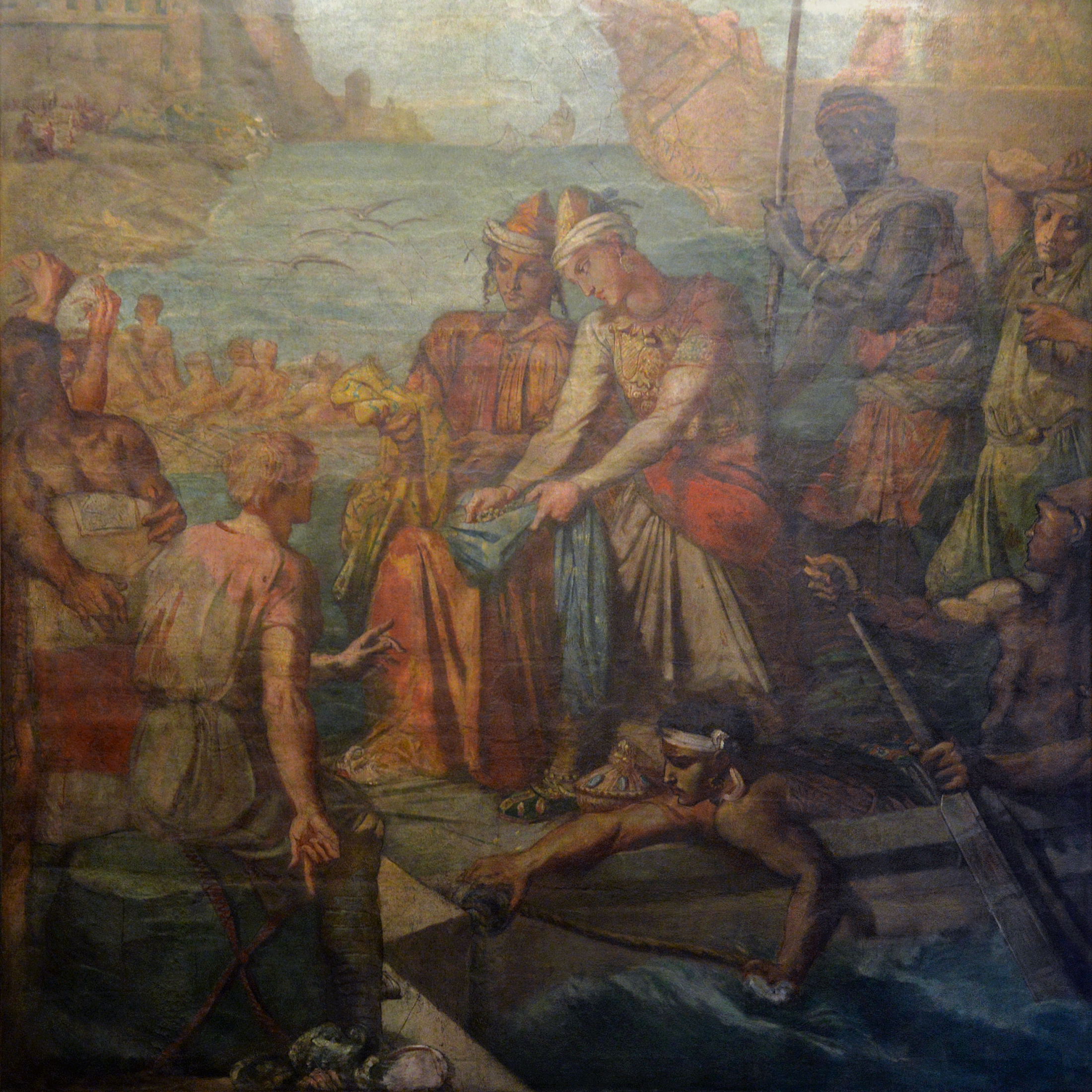
Les Marchands orientaux dans un port occidental[4].

En 1870, la fin du Second Empire voit la création d'une commission provisoire (15 mars 1870-août 1872) en remplacement du Conseil d'État. La Commune (18 mars 1871) entraîne son déménagement à Versailles, avec archives, bibliothèque et œuvres d'art.
Le palais d'Orsay est incendié par les communards dans la nuit du 23 au 24 mai 1871. L'incendie est décrit par Zola dans La Débâcle :

« L'incendie immense, le plus énorme, le plus effroyable, le cube de pierre géant, aux deux étages de portiques, vomissant des flammes. Les quatre bâtiments, qui entouraient la grande cour intérieure, avaient pris feu à la fois ; et, là, le pétrole, versé à pleines tonnes dans les quatre escaliers, aux quatre angles, avait ruisselé, roulant le long des marches des torrents de l’enfer. »

Le Conseil d'État, qui remplace la commission, s'installe en août 1872 dans l'hôtel de Rothelin-Charolais au 101, rue de Grenelle, avant de rejoindre en 1876 le Palais-Royal où il se trouve encore aujourd'hui. La Cour des comptes s'installe également au Palais-Royal avant de rejoindre, en 1912, le palais Cambon bâti pour son usage. L'emplacement du palais d'Orsay est racheté par la Compagnie Paris-Orléans, qui y érige sa nouvelle gare terminus, la gare d'Orsay, en prévision de l'Exposition universelle de 1900.

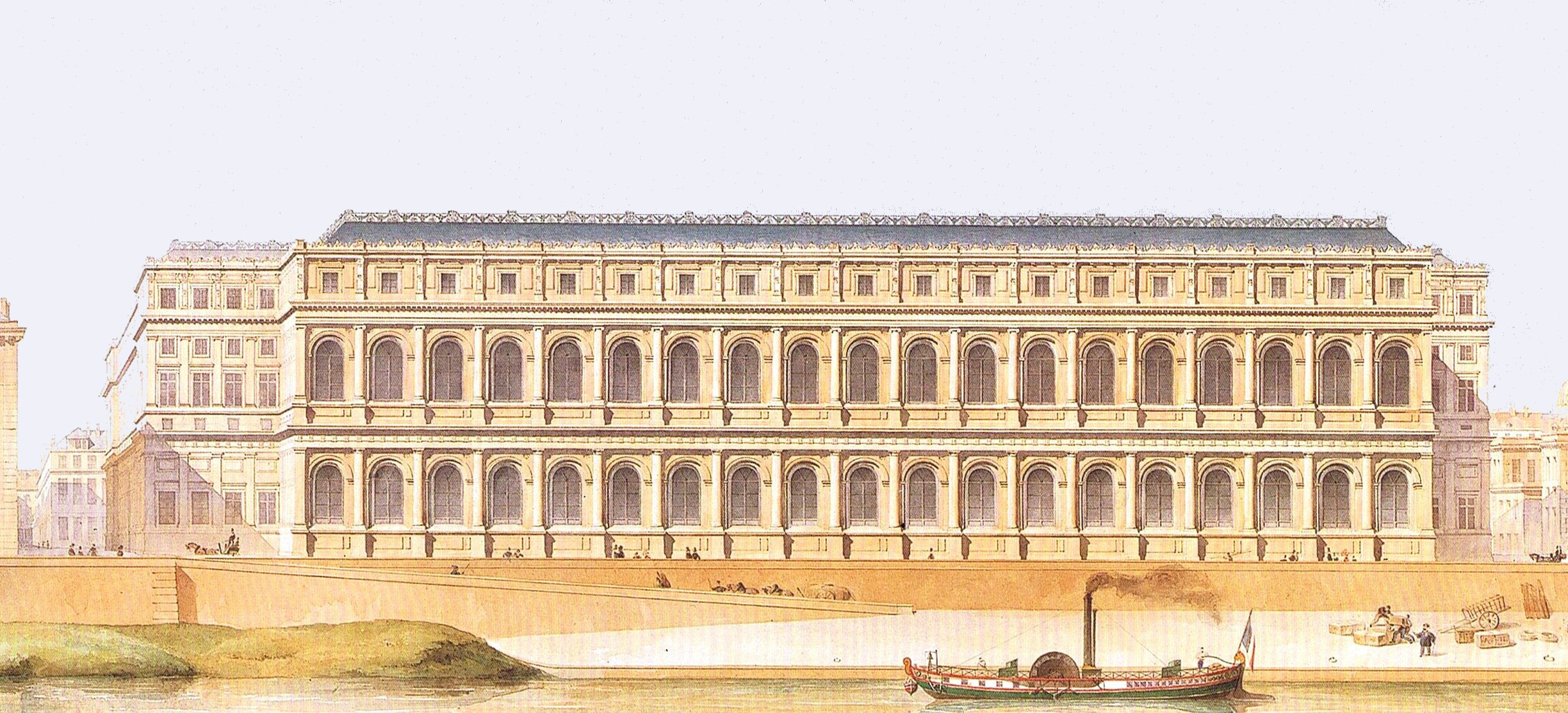
Le palais d'Orsay sous la monarchie de Juillet par Félix Duban.
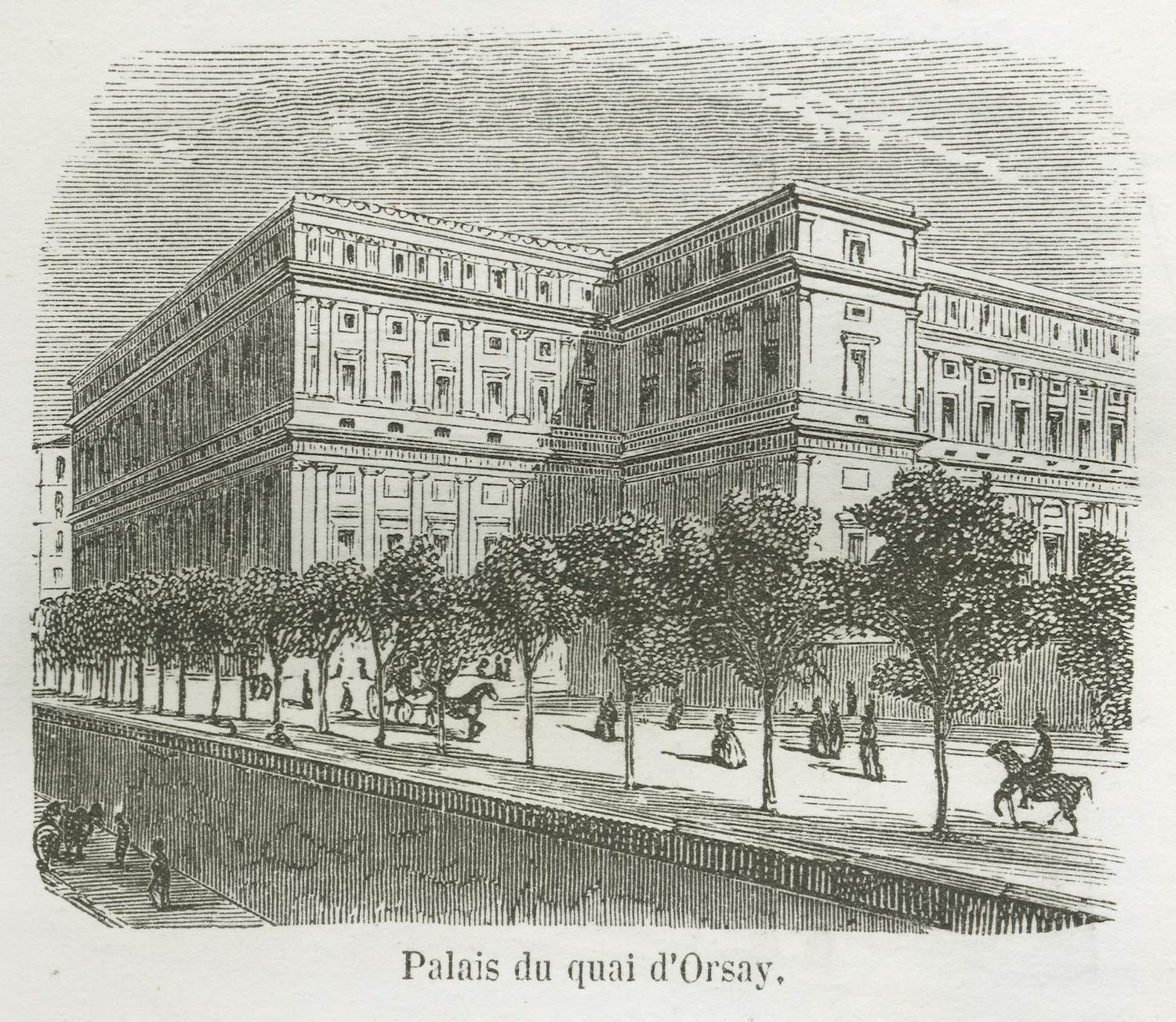
Le palais d'Orsay en 1855.
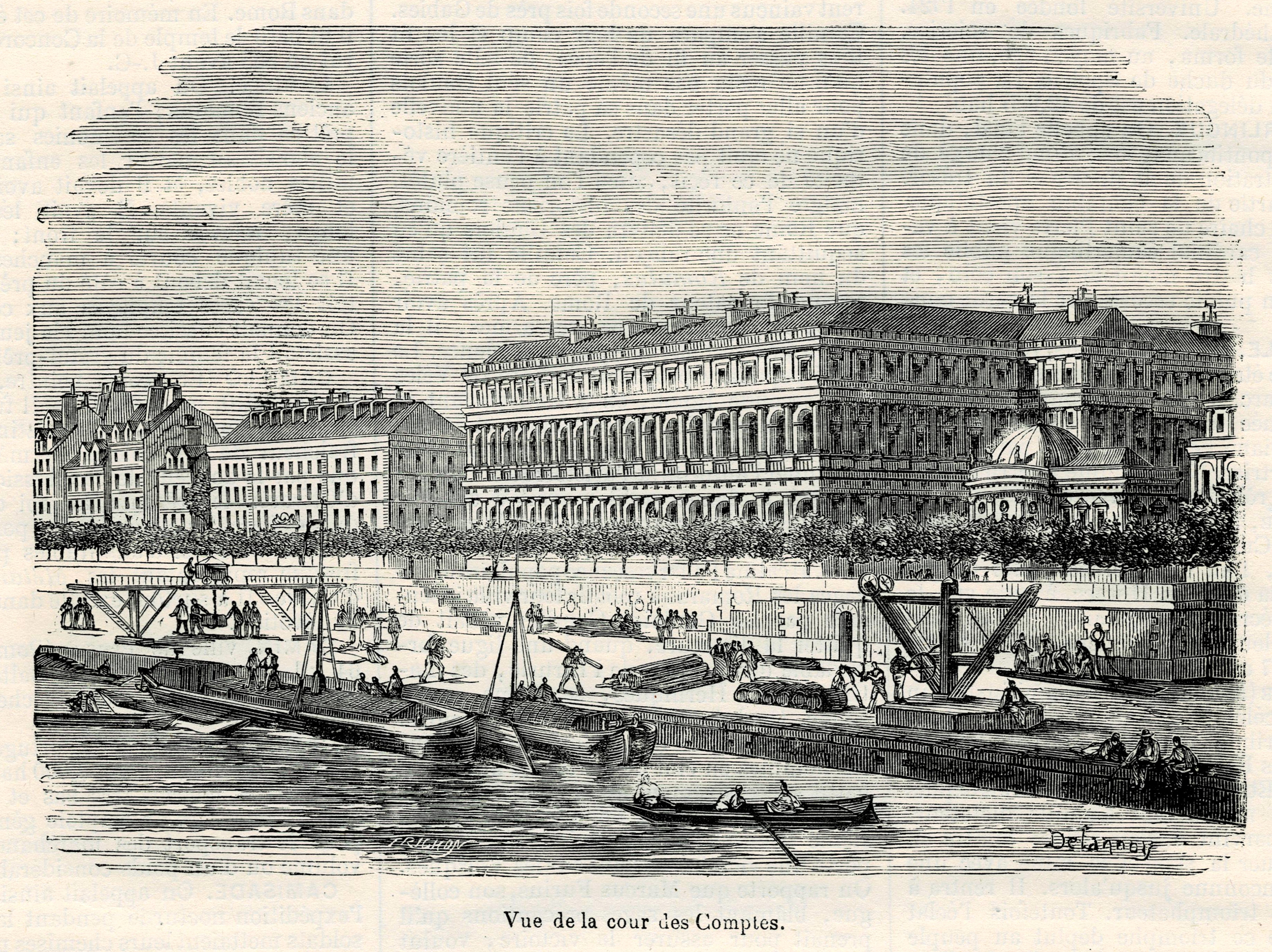
Le palais d'Orsay en 1862.
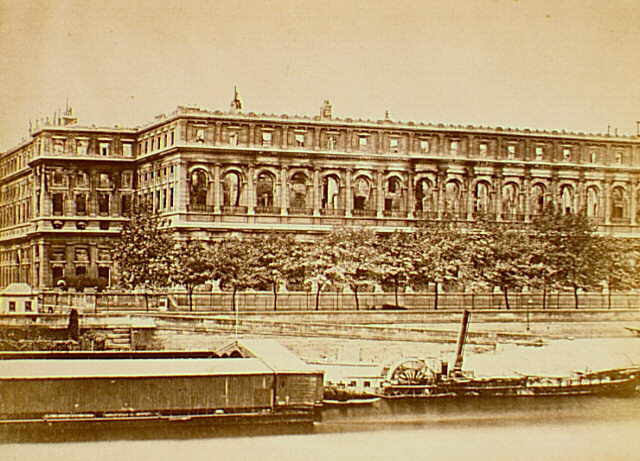
Le palais d'Orsay après la Commune de Paris.
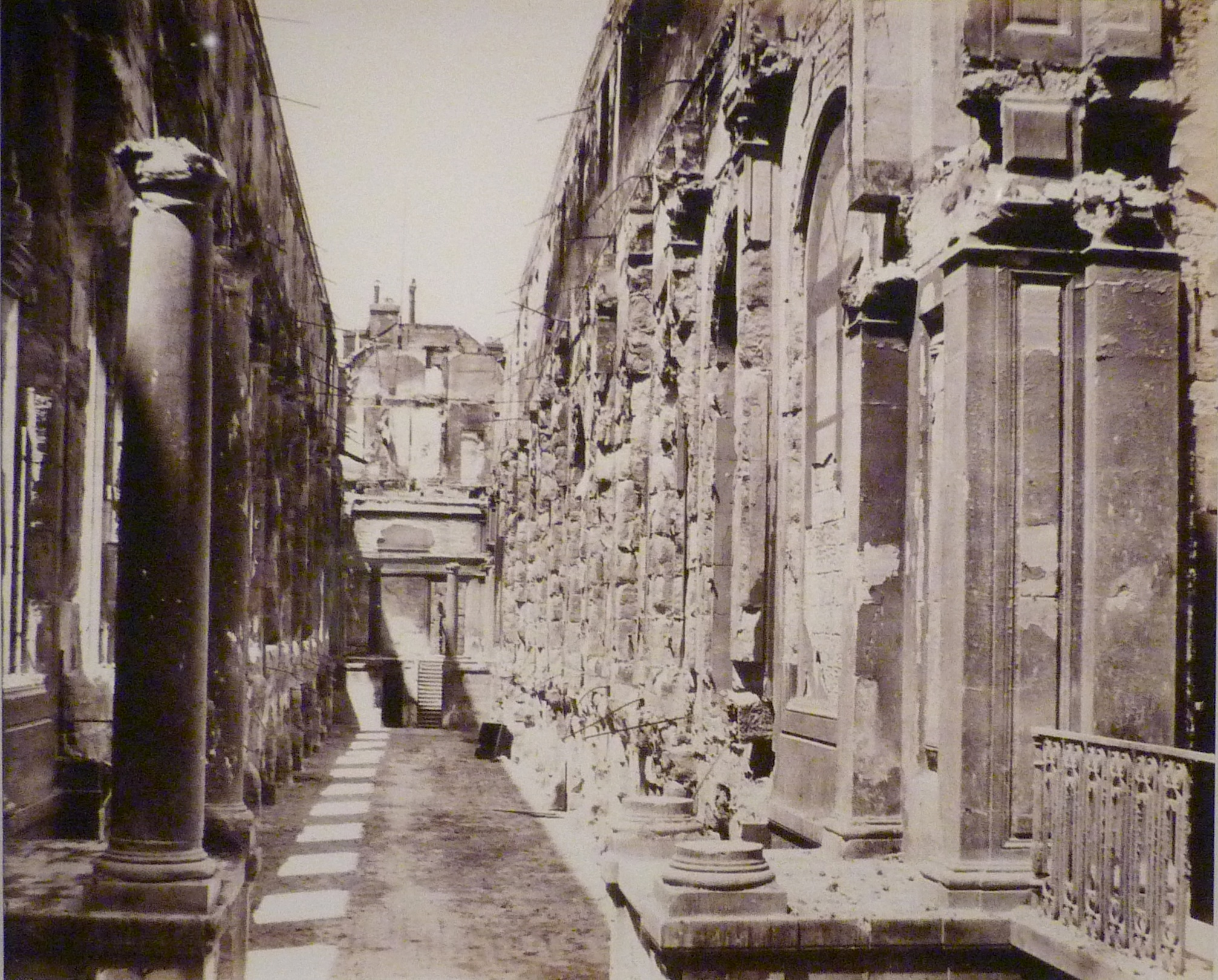
Intérieur du palais incendié.
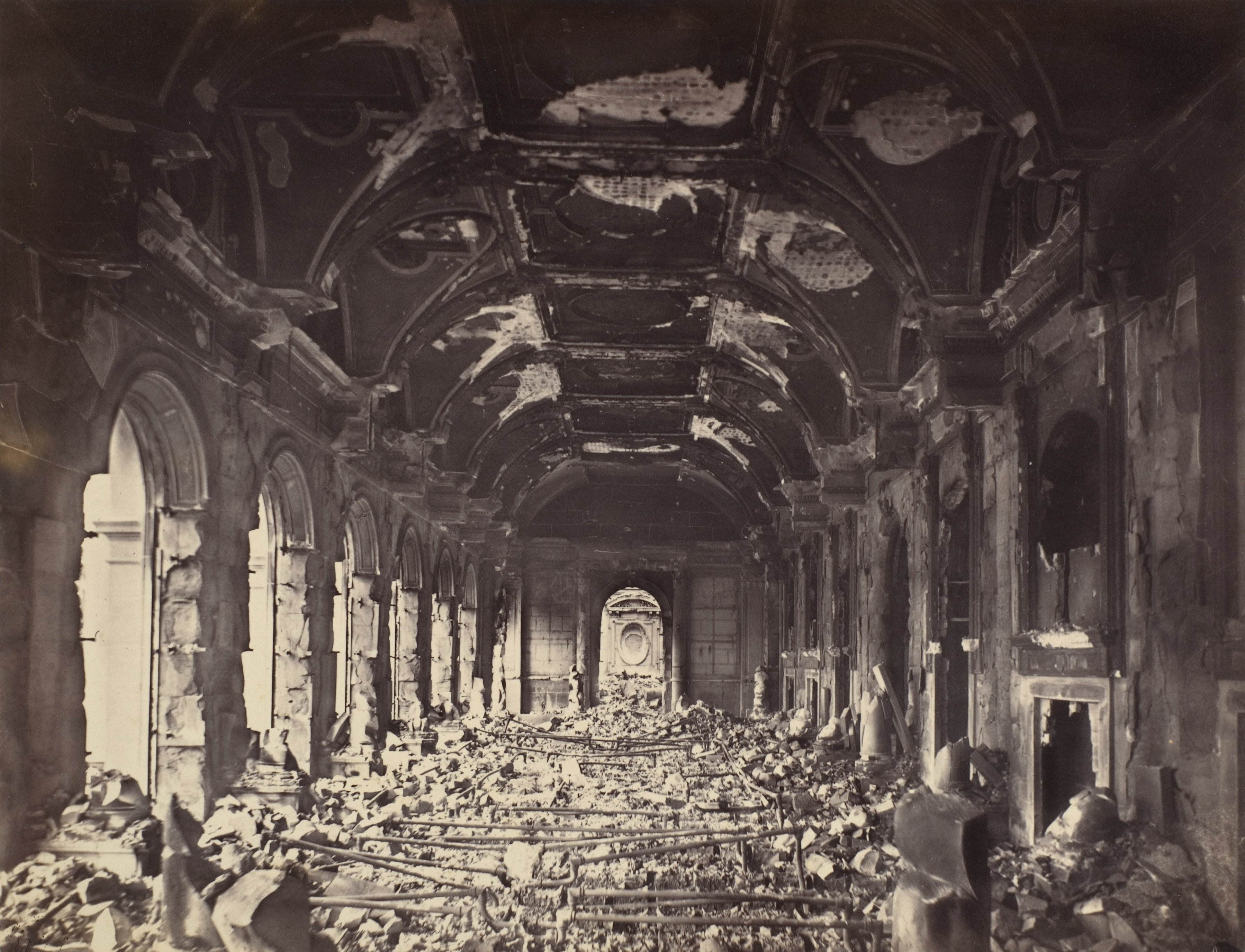
La grande salle du Conseil d'État après l'incendie.